# Rezervorul de apă de pe Dealul Gellért
Rezervorul de apă de pe Dealul Gellért (Gellérthegyi Gruber József víztározó)   este cel mai mare rezervor de apă potabilă din Budapesta, declarat monument al tehnicii. Construit în anul 1904, dată la care a fost cea mai mare construcție din beton armat de pe teritoriul Ungariei, fiind modernizat și extins ulterior în anul 1974 respectiv 1980. Rezervorul subteran se află în sectorul XI din Budapesta, pe versantul nordic al dealului Gellért, fiind delimitat de străzile Hegyalja út,  Sánc utca și Orom utca. Amenajarea hidrotehnică este formată din două bazine ovale subterane având capacitatea maximă de stocare de 2 × 40 000 m3. Datorită formei speciale a bazinelor, fluxul de apă este continuu, motiv pentru care apa din bazine își păstrează calitatea. Suprafața totală ocupată de rezervoare este de 2 × 5000 m2, tavanul bazinelor este susținut de 2x106 pilaștri de beton armat, pereții exteriori ai bazinelor au grosimea de 35 cm.